# Athyrium × pseudocryptogrammoides
Athyrium × pseudocryptogrammoides là một loài dương xỉ trong họ Athyriaceae. Loài này được Yoshik. mô tả khoa học đầu tiên năm 1981.